# Glossogobius minutus
Glossogobius minutus är en fiskart som beskrevs av Greevarghese och John, 1983. Glossogobius minutus ingår i släktet Glossogobius och familjen smörbultsfiskar. Inga underarter finns listade i Catalogue of Life.